# Herbert Oertel (Physiker)
Herbert Oertel (* 8. Dezember 1944 in Eberhardzell, Baden-Württemberg) ist ein deutscher Physiker, Ingenieur und Hochschullehrer mit dem Fachgebiet Strömungsmechanik.

## Leben
Herbert Oertel studierte 1965 bis 1971 Physik an der Universität Freiburg und promovierte zum Dr.-Ing. an der Universität Karlsruhe (TH). Nach seiner Habilitation 1979 wurde er zum Direktor des Instituts für Theoretische Strömungsmechanik der Deutschen Forschungs- und Versuchsanstalt Göttingen berufen. 1989 erhielt er den Ruf auf den Lehrstuhl von Hermann Schlichting an der Technischen Universität Braunschweig und leitete das Institut für Strömungsmechanik bis 1994. Es folgte der Ruf als Professor für Strömungslehre und Ordinarius der Universität Karlsruhe (TH), wo er das Institut für Strömungslehre bis zu seiner Emeritierung 2010 leitete.
Seine wissenschaftlichen Arbeiten umfassen die Teilgebiete der Strömungsmechanik Aerodynamik, Aerothermodynamik, Bioströmungsmechanik, Gasdynamik, Grenzschichtströmungen Konvektionsströmungen sowie gaskinetische und kontinuumsmechanische Methoden der numerischen Strömungsmechanik und optischen Strömungsmesstechnik. Im Strömungsmechanik-Kolleg wurden gemeinsam mit Forschungseinrichtungen und der Industrie mehr als einhundert Doktoranden und Habilitanden ausgebildet. Er ist Begründer der Strömungsmechanik-Lehrbuchreihe und Herausgeber des Standardwerks der Strömungsmechanik Ludwig Prandtl – Führer durch die Strömungslehre.
Als Gastprofessor lehrte er in Beijing, Canberra, New Haven, Sao Paulo und Tokyo.

## Ehrungen (Auswahl)
- 1980: Best paper award American Society of Mechanical Engineers and American Institute of Chemical Engineers
- 1981: Dozentenpreis der Carl-Freudenberg-Stiftung
- 1987: Otto Lilienthal Preis der DFVLR
- 1991: Ehrenprofessor der Universität für Luft- und Raumfahrt Peking
- 1994: 37. Ludwig Prandtl Gedächtnisvorlesung der Deutschen Gesellschaft für Luft- und Raumfahrt
- 1997: JSPS Award der Japan Society for the Promotion of Science

## Veröffentlichungen
- H. Oertel, M. Böhle, T. Reviol: Strömungsmechanik. 7. Auflage, SpringerVieweg, Wiesbaden 2015.
- H. Oertel, M. Böhle: Übungsbuch Strömungsmechanik. 8. Auflage, SpringerVieweg, Wiesbaden 2012.
- H. Oertel, S. Ruck: Bioströmungsmechanik. 2. Auflage, SpringerVieweg, Wiesbaden 2013.
- E. Laurien, H. Oertel: Numerische Strömungsmechanik. 6. Auflage, SpringerVieweg, Wiesbaden 2018.
- H. Oertel: Aerothermodynamik. Springer, Berlin 1994; KIT Science Publishing, Karlsruhe 2005.
- H. Oertel, J. Delfs: Strömungsmechanische Instabilitäten. Springer, Berlin 1996; KIT Science Publishing, Karlsruhe 2005.
- Herbert Oertel: Introduction to fluid mechanics. Universitätsverlag Karlsruhe, Karlsruhe, 2005, ISBN 3-937300-81-3, doi:10.5445/KSP/1000003548 (Original veröffentl. im Verl. Vieweg, Braunschweig, 2001).
- H. Oertel: Flow Control. KIT Science Publishing, Karlsruhe 2010.
- H. Oertel, S. Krittian: Modelling the Human Cardiac Fluid Mechanics. 4th edition KIT Science Publishing, Karlsruhe 2011.
- H. Oertel (Hrsg.): Prandtl-Führer durch die Strömungslehre. 14. Auflage. Springer Vieweg, Wiesbaden 2017, doi:10.1007/978-3-658-08627-5.
- H. Oertel ed.: Prandtl-Essentials of Fluid Mechanics. 3rd edition, Springer, New York 2010. (Russische Übersetzung. R&C Dynamics, Moskau 2007. Chinesische Übersetzung. Science Press, Peking 2008.)